# Bruno Heilig
Bruno Heilig (* 26. April 1888 in Hohenau an der March (NÖ); † 23. Juli 1968 in Ost-Berlin) war ein österreichischer Journalist, Buchautor und Übersetzer zahlreicher Bücher.

## Leben und Karriere

### Die Anfänge
Bruno Heilig wurde als Sohn eines jüdischen Dorfkaufmannes geboren. Nach dem Besuch des humanistischen Gymnasiums in Lundenburg, rund 20 km von seinem Geburtsort entfernt, studierte er zwei Jahre lang Jus an der Universität Wien. Nach kleineren Anstellungen bei Wiener Zeitungen und der Absolvierung des Militärdienstes zog es ihn nach Budapest, wo er bei der ungarischen Nachrichtenagentur Magyar Távirati Iroda (MTI) tätig war.

### Weltkrieg I
Nach Ausbruch des Ersten Weltkrieges leistete er Kriegsdienst bei einem ungarischen Telegrafenregiment; in dieser Zeit eignete sich Heilig perfekte Kenntnisse der ungarischen Sprache an. Noch im Krieg heiratete er Hilda Wodiáner.

### Wirken als Journalist
Unmittelbar nach dem Krieg arbeitete er wieder für die ungarische Nachrichtenagentur.  Von 1920 bis 1923 war er bei der Budapester Tageszeitung Pesti Napló als außenpolitischer Redakteur und ab November 1920 war er zusätzlich Korrespondent für die Berliner Vossische Zeitung.
Die Redaktion des Pesti Napló (jüdisch liberal) verließ er 1923; danach nahm er ausschließlich die Tätigkeit als Korrespondent für die Berliner Vossische Zeitung (liberal-bürgerlich) wahr.
Bruno Heilig war dafür bekannt, sich nicht zu scheuen die Wahrheit zu schreiben, er sparte auch nicht mit Kritik, die er nicht ohne Humor und Verständnis zu vermitteln wusste.
Solche Offenheit war unbequem und wurde letzten Endes nicht geduldet.
Unter Miklós Horthy hatte sich eine Konzeption entwickelt, in der die  vermeintlich reinrassige Kultur der Ungarn durch die Juden als gefährdet betrachtet wurde – es entstand damals der Begriff ‚Judeobolschewik‘.
In diesem, sich immer weiter verschlimmernden Umfeld, wurde Bruno Heilig am 1. November 1928 des Landes verwiesen. Es wundert, dass dies nicht schon viel früher geschehen war, zumal schon 1920 in Ungarn eindeutig antisemitische Gesetze verabschiedet wurden.
Danach war er in Berlin bis März 1931 als Reporter beim Ullstein-Verlag tätig, anschließend wirkte er als Berlin-Korrespondent für den Wiener Tag (mit linksliberaler Ausrichtung) und die Prager Presse (auf Deutsch erscheinende, linksbürgerliche, vom Staat geförderte Tageszeitung). Unter seinem Namen erschien eine Vielzahl von Artikeln zur politischen Lage. Wegen seines beständigen Anschreibens gegen den  aufkommenden Nationalsozialismus floh er im September 1933 aus Deutschland, als er erfuhr, dass seine Verhaftung bevorstünde.
Zurück in Wien arbeitete er bis zum Sommer 1934 als Leitartikler für den Wiener Tag, verlor seine Stelle jedoch abermals wegen kritischer Berichterstattung. Sein Ausscheiden erfolgte auf Betreiben von Regierungskreisen im Zusammenhang mit Berichten über die Februar-Ereignisse 1934.
Vom August 1934 bis Anfang 1935 redigierte er die jüdische Zeitung Die Stimme und im August 1935 trat er als außenpolitischer Redakteur und Leitartikler in die Redaktion der Montagszeitung Der Morgen ein, ab 1937 war er auch Korrespondent des britischen Jewish Chronicle.
In seinem 1936 erschienenen Buch „Nicht nur die Juden geht es an“ ist eine Auswahl seiner Artikel enthalten, die er zwischen 1933 und 1936 für die oben genannten Zeitungen geschrieben hatte.

### Gefangennahme und KZ-Aufenthalt
Schon zwei Tage nach dem Anschluss Österreichs an Hitlerdeutschland, am 15. März 1938, wurde er verhaftet und Ende März mit anderen prominenten Nazigegnern in das Konzentrationslager Dachau gebracht. Als aktiver und bekannter Antifaschist hatte er sich keine großen Überlebenschancen errechnet, aber er wurde nicht schlimmer als die anderen Häftlinge behandelt. Offenbar wussten die SS Wächter  nicht, dass er einer der meistgesuchten Männer war. Vermutlich ist ein wichtiger Teil seines Aktes verloren gegangen. Im September 1938 wurde er nach Buchenwald verlegt.

### Befreiung
Im Dezember 1938 hatte Heinrich Himmler angeordnet, dass jüdische Häftlinge aus den Konzentrationslagern entlassen werden sollten, wenn sie ihre Auswanderung vorbereiten wollten.
Am 26. April 1939, seinem Geburtstag, bekam er ein Telegramm von seiner Gattin Hilda, welches besagte, dass eine Passage von Genua nach Schanghai für ihn gebucht sei. Die gebuchte Passage war eine reine Erfindung, die Finte rettete ihm aber das Leben. Am nächsten Tag bestieg er als freier Mann den Zug nach Wien, von dort ging es nach Mailand, wohin ihm seine Gattin und sein älterer Sohn bald folgten, der jüngere Sohn Gerhard war bereits im Dezember 1938 mit einem Kindertransport nach England gelangt, er wurde im Krieg 1943 Pilot der Royal Air Force.

### Exil (1939–1945)
Mit Unterstützung des Jewish Chronicle konnte Heilig nach Großbritannien emigrieren, wo er am 12. August eintraf. Der Rest der Familie hätte ihm folgen sollen, aber der Krieg, der keine drei Wochen später ausbrach, machte diese Reise unmöglich. Von seiner Mutter, die noch immer in Hohenau – seinem Geburtsort – als Kauffrau lebte, ist bekannt, dass sie im KZ ermordet wurde.
1941 erschien  der Tatsachenbericht „Men Crucified“. In diesem Buch schildert er die Zeit seiner Internierung in den Konzentrationslagern Dachau und Buchenwald. Es fand unter den Kritikern eine einhellig günstige Aufnahme. So schrieb der führende englische Kritiker James Agate im Daily Express: „Buch der Woche. Men Crucified von Bruno Heilig, Dreihundert Seiten von nazistischen Teufeleien in Vorkriegskonzentrationslagern …“. Das Buch hatte drei Auflagen, die schnell vergriffen waren, und nur der kriegsbedingte Papiermangel verhinderte weitere Auflagen.
Deutsch, unter dem Titel „Menschen am Kreuz“, erschien das Buch 1948 (Verlag Neues Leben, Berlin) in einer einzigen Auflage. Erst nach über 50 Jahren wurde dieser wesentliche Beitrag zur Zeitgeschichte neu aufgelegt (Bibliothek der Provinz 2002). Bruno Heilig liefert darin einen erschütternden authentischen Bericht seiner Zeit als KZ-Gefangener in den Jahren 1938 und 1939.
Mangelnde Sprachkenntnisse erlaubten ihm keine journalistische Betätigung in England, etwas finanzielle Unterstützung gewährte ihm die Jewish Chronicle, die ein Überleben gerade noch möglich machte. Im Frühjahr 1941 trat er eine Schlosserlehre in einer der von der Regierung errichteten Lehrwerkstätten an. Nach dem Lehrabschluss arbeitete er als Dreher und Werkzeugmacher in Kriegsbetrieben.
Heilig schrieb am 18. September 1942 in einer Londoner Zeitung über seine Umschulung zum Schlosser: „Dreißig Jahre lang habe ich ununterbrochen und ausschließlich Journalistik getrieben. Seit eineinhalb Jahren bin ich Maschinenschlosser. Ich habe diesen Sprung aus verschiedenen Gründen getan. ‚Sie haben doch einen Namen‘, hörte ich oft Freunde sagen, ‚Sie müssen doch Eingang finden in die englische Presse …‘ Ich glaubte nicht daran, ich meinte vielmehr, dass das, was der Journalist seinen Namen nennt, nicht wie ein Gepäckstück von Land zu Land geschafft werden kann. Da beendigte ich schleunigst meine letzte – oder sagen wir: vorläufig letzte – Arbeit als Berufsschriftsteller, mein Buch über die deutschen Konzentrationslager, und sah mich nach einem vernünftigen Broterwerb um.“
Auch in Großbritannien engagierte sich Heilig gegen Faschismus und Nationalismus in Österreich: „Bereits in den allerersten Tagen nach der Gründung des Free Austrian Movement haben hervorragende österreichische Persönlichkeiten ihren Beitritt zur Bewegung erklärt, darunter der Maler Oskar Kokoschka, der Schriftsteller Robert Neumann [...] der Journalist Bruno Heilig […] etc.“ Im Juni 1944  nahm Bruno Heilig eine Stellung im Britisch-Amerikanischen Hauptquartier an, er hatte die Aufgabe, Rundfunksendungen, Zeitschriften, Flugzettel und anderes Propagandamaterial zur Zersetzung des Wehrwillens im Deutschen Reich herzustellen.

### Nachkriegszeit
Nach Kriegsende war er bei der Nachrichtenagentur DANA, später beim Nürnberger Militärgericht tätig. 1947 schied er aus den amerikanischen Diensten aus und ging nach Ost-Berlin, trat der SED bei und arbeitete als Journalist. Im Jänner 1948 wurde er stellvertretender  Chefredakteur von Deutschlands Stimme, Ende 1949 war er zusammen mit Max Spangenberg Chefredakteur dieser Zeitung. Er, der seit langen Jahren überzeugter Kommunist war, hatte sich immer sein Recht auf eigene Meinung bewahrt. Dies wurde ihm auch in der DDR zum Verhängnis. Als er unbequem wurde, verlor er Ende August 1952 diese Stellung – ein Schicksal das ihm schon aus früheren Zeiten geläufig war.
Er machte sich danach als Übersetzer aus dem Ungarischen einen Namen und wurde 1960 mit der PEN-Medaille des ungarischen P.E.N. für seine Verdienste geehrt.

## Werke
- Menschen am Kreuz, Berlin: Verl. Neues Leben, 1947; Weitra: Bibliothek der Provinz, 2002.
- Nicht nur die Juden geht es an, Wien: Victoria Druckerei, 1936.